# Arte contemporanea africana
L'arte contemporanea africana è, per comune accezione, la somma degli stili e delle produzioni nazionali del continente africano, la produzione degli artisti africani, la produzione del continente africano analizzata nel suo insieme, le dinamiche artistiche e istituzionali del continente africano, lo stile dell'arte contemporanea definito africano o una produzione artistica contemporanea in qualche modo legata all'Africa. Il concetto di arte contemporanea africana ha acquisito e acquista significati molto diversi a seconda dell'uso che ne viene fatto. Le riviste, esposizioni, pubblicazioni e istituzioni di arte contemporanea africana, insieme alle opere degli artisti stessi, ne hanno arricchito la definizione. L'arte contemporanea africana esprime anche il desiderio di emanciparsi da alcune etichette che il colonialismo ed il post-colonialismo hanno lasciato sulla produzione artistica e letteraria africana: oralità, tradizione, primitivismo e frattura tra tradizione e modernità.

## Storia del concetto diarte contemporanea africana
Tra gli anni venti e gli anni settanta, il concetto di arte contemporanea africana comincia a prendere forma: alcuni artisti nati e formati in Africa iniziano ad esporre fuori dal continente mentre scuole, laboratori e musei specializzati vengono aperti in diverse nazioni del mondo.
Gli anni cinquanta sono centrali per la teorizzazione di un'identità africana e la sua valorizzazione attraverso le arti. Al di là delle numerose ideologie, più o meno pan-africaniste, un discorso sull'Africa e per l'Africa acquista sempre più vigore, nello slancio anti-coloniale e grazie all'energia degli intellettuali disseminati su tutto il pianeta. Nascono società africane di cultura - come quella di Parigi del 1955 e quella americana del 1957 – e vengono organizzati i visionari congressi degli scrittori e degli artisti negri, a Parigi nel 1956 e a Roma nel 1959.
Promuovere una cultura africana non significa semplicemente riconoscere degli elementi comuni all'interno del continente, ma soprattutto allargare la propria visione al di fuori dei localismi, dei nazionalismi e della stessa Africa. Significa acquisire forza e peso, per combattere contro la colonizzazione (e contro il concetto stesso di colonizzazione) e per creare una rete vasta e diramata.
Nel 1962 Frank McEwen dirige il primo congresso internazionale di cultura africana (ICAC) a Salisbury in Rodesia (oggi Harare, capitale dello Zimbabwe), all'interno del quale sono organizzate anche tre esposizioni. L'evento però con la maggiore visibilità e l'eco più persistente è il primo Festival Mondial des Arts Nègres del 1966, la colossale manifestazione organizzata a Dakar dall'allora presidente del Senegal Léopold Sédar Senghor. Il Festival raduna un pubblico internazionale per mostrare al mondo quanto l'Africa sia interessante: produce eventi, concerti, performance, mostre, il nuovo Museo Dynamique (oggi sede del Palazzo di Giustizia) e produce l'esposizione d'arte contemporanea Tendances et Confrontations. Altri festival – come da programma – provano negli anni successivi ad imitare la gloria del primo, ma nessuno riesce ad ottenere un simile eco. Ci provano in Algeria ed ancora in Nigeria, ma con le indipendenze e le sempre più impellenti questioni nazionali, le priorità stanno cambiando.
A cominciare dagli anni sessanta e settanta, sono le esposizioni di arte nazionale ad acquisire maggiore spazio nella programmazione internazionale dei diversi Paesi del continente africano. Il caso del Senegal è senza dubbio il più significativo, in particolare con le esposizioni itineranti Art sénégalais d'audjourd'hui e Art contemporain du Sénégal. L'eredità ideologica di una promozione della cultura africana viene raccolta fuori dal continente più che al suo interno. Negli anni settanta sono organizzate mostre negli Stati Uniti e in Gran Bretagna, assonanti ai movimenti politici dell'epoca e al black pride; nel 1979 inaugura Moderne Kunst aus Afrika a Berlino e nel 1980 Moderne Kunst in Afrika a Amsterdam. La maggior parte dei progetti è comunque realizzata all'interno di spazi "particolari": musei di arte africana, dell'uomo, di storia naturale, del mondo arabo, dei tropici, di arte naïf.
Nel 1988 Fathi Hassan viene segnalato da un famoso critico d'arte italiano Achille Bonito Oliva alla XXIII Biennale di Venezia, diventa così il primo artista di origine africana a partecipare, inaugurando una nuova epoca per tutta l'arte africana. Poco dopo lo Smithsonian Institute di Washington D.C. lo inserisce fra gli artisti di "Textures, word and symbol in Contemporary African Art" e il Metropolitan Museum of Art di New York City lo cataloga nella "Youth Generation".
Nel 1989 Jean-Hubert Martin cura Magiciens de la Terre al Centre Pompidou di Parigi, un'esposizione che non pretende di avere nulla a che fare con l'arte contemporanea africana, ma che presenta oltre cento artisti di cui alcuni "africani". L'esposizione genera reazioni a catena: anche eventi lontanissimi nel tempo continuano a riferirsi implicitamente o esplicitamente alla mostra.
Nel 1987 nasce il periodico londinese “Third Text” e il direttore Rasheed Araeen organizza nello stesso anno alla Hayward Gallery la mostra The Other Story: Afro-Asian Artists in Post-War Britain.
Nel 1991 nasce a Parigi "Revue Noire". La rivista – oltre ad avere un ricco ed elegante formato, disegnato esplicitamente con l'obiettivo di vendere un'immagine vincente dell'Africa – sceglie di realizzare ricerche sistematiche sul terreno, spostando ad ogni numero la sua redazione. Più vicina ad un'esposizione su carta che ad una pubblicazione scientifica, "Revue Noire" è infarcita di immagini e presenta qualsiasi apporto culturale (narrativa, poesia, musica, teatro, danza...) che possa dimostrare la vivacità del continente e della sua diaspora. Non sono i testi a essere fondamentali, quanto la selezione e inventariazione di artisti che la rivista riesce a produrre nei suoi dieci anni di vita, diventando una fonte essenziale per orientarsi nella produzione africana. "NKA: Journal of Contemporary African Arts" viene fondata nel 1994.
Allo stesso tempo altri curatori propongono nuovi modelli per ritrarre un'altra arte contemporanea africana.
Susan Vogel in Africa Explores: 20th Century African Art del 1991 organizza un gruppo di opere eterogeneo per tipologie, proponendo un ritratto – come dice il titolo – dell'arte africana del XX secolo. L'esposizione, nata all'interno del Center for African Art di New York, sposa gli obiettivi dell'istituzione, puntando ad una mostra "broad in scope, educational in subject, and of the highest aesthetic quality".
Clémentine Deliss in Seven Stories About Modern Art in Africa del 1995 dà la parola a più curatori specializzati, interpretato l'arte contemporanea africana come la storia di più storie nazionali. Okwui Enwezor in The Short Century del 2001 inquadra la produzione artistica del continente in una prospettiva storica e politica. Le opere d'arte appaiono insieme all'architettura, alla grafica pubblicitaria e alle riviste come tracce di meno di un secolo di indipendenze.
Africa Remix è uno dei più ampi e visibili contenitori di artisti africani con cinque presentazioni: a Düsseldorf, Londra, Parigi, Tokyo e Johannesburg. Durante la tre giorni di conferenze a Parigi, il curatore Simon Njami ammette la sua esplicita volontà di tirare il sipario sull'arte contemporanea africana e passare ad altro. Ai suoi occhi la mostra – aperta anche ad artisti nordafricani e della diaspora, come sottolinea – fornisce l'epilogo appropriato ad un genere ormai superato. La mostra dà la sua definizione più remix di cosa sia l'arte africana contemporanea e nutre ulteriormente un approccio all'arte internazionale già in discussione ben prima del 2004. Il catalogo di Africa Remix - con il suo dizionario sull'arte africana - si pone come punto di riferimento sulla produzione del continente.

### L'arte contemporanea africana come tema trasversale
L'arte contemporanea africana non viene definita esclusivamente attraverso un esplicito riferimento all'Africa e alla sua produzione. Come dimostra Magiciens de la Terre, anche esposizioni non focalizzate su un'area geografica la producono e la nutrono. Mostre incentrate sulla diaspora, sugli scambi Nord-Sud e Sud-Sud, sui paesi musulmani e l'Islam, interagiscono con la rappresentazione e il sistema dell'arte africano: cercano, sono e stimolano risposte.
South meets West del 1999-2000 si basa su una dinamica di cooperazione e incontro, così come i workshop di Triangle Arts Trust e l'inaudito numero di progetti che aspirano a collegare le città portuali del mondo. Unpacking Europe – co-curata da Salah Hassan, molto impegnato nella promozione dell'arte contemporanea africana – decostruisce il concetto di 'Europa' per mostrare come la sua identità, i suoi confini e la sua natura non siano per niente oggettivi, ma il risultato di un'ibridazione e di influssi e mescolanze continue. Dopo l'11 settembre l'attenzione proiettata sul binomio terrorismo-Islam fa risplendere di nuova luce Medio Oriente, Nord Africa e tutte le nazioni con una qualche presenza musulmana. Gli artisti egiziani sono un buon esempio: presenti per la prima volta alla Biennale di Dakar del 2000 con Moataz Nasr, diventano africani, nordafricani, mediorientali e mediterranei, a seconda dei criteri (e delle esigenze) curatoriali.
Nel marzo del 2003 esce il primo numero di “Contemporary Art from the Islamic World”, rivista online di universes-in-universe.de. Le pagine accolgono un vasto e variegato universo che abbraccia – come sempre – Medio Oriente e Nord Africa, e si spinge fino a Senegal, Mali, Sudan, Kazakistan, Uzbekistan, Bangladesh, Malaysia e Indonesia. Sotto la calda coperta del finanziatore Kulturstiftung des Bundes (e della lotta al terrorismo), la religione si trasforma in geografia, divenendo mondo arabo/islamico dai confini cangianti. Il maggior esponente e padre dell'arte contemporanea africana a livello internazionale è considerato Fathi Hassan.

## Riflessione critica e ricerca di nuove prospettive
Il desiderio e il bisogno di cambiare prospettiva sono alla base di pubblicazioni, ricerche, conferenze e sperimentazioni. Critici, curatori, intellettuali – così come gli artisti stessi – sentono il bisogno di una ridefinizione degli strumenti critici di approccio e analisi della produzione dell'Africa, per liberarsi da sguardi carichi di pregiudizi, stereotipi, ignoranza e fraintendimenti.
I convegni – come Global Visions: Towards a New Internationalism in the Visual Arts, Art Criticism and Africa (Londra, 1994), Arte Identità Confini (Roma, 1995), Art Criticism and Africa (Londra, 1996) – e le pubblicazioni – come Reading the Contemporary: African Art from Theory to the Marketplace (a cura di Okwui Enwezor e Olu Oguibe, 1999) o Over Here: International Perspectives on Art and Culture (a cura di Gerardo Mosquera e Jean Fisher) stimolano la riflessione. "Third Text" è la rivista più impegnata su questo fronte (insieme - in misura minore - ad "Atlantica Revista de Arte y Pensamiento" e "NKA"), così come l'esposizione Seven Stories About Modern Art in Africa - insieme alla serie di seminari sulla critica dell'arte africana organizzati da Clémentine Deliss e John Picton al SOAS di Londra – sono profondamente impegnati nel processo di identificazione di nuove modalità espositive.
Si aspira al riconoscimento della storia dell'arte contemporanea africana e allo stesso tempo si contesta il modo in cui questa storia è stata raccontata. Si nega la sua ascrizione ad un unico stile, la sua autenticità e il suo dover essere esclusivamente residente sul continente africano. Per alcuni, più che produrre una storia unificata capace di inglobare tutte le storie, le correnti e le produzioni del mondo, è necessario moltiplicare gli approcci – come ripete costantemente Rasheed Araeen – dando la parola a persone con competenze, formazioni e origini diverse. Per altri, chi deve parlare è l'africano. Secondo diversi curatori e critici, solo la partecipazione degli africani può permettere la costruzione di un metodo di analisi diverso e indipendente da quello Occidentale. La necessità nasce dalla constatazione dell'egemonia Occidentale ed eurocentrica nel distinguere quello che è arte da quello che non lo è; quello che è 'moderno' (nell'accezione qualitativa del termine) da quello che è 'tradizionale' o copia; quello che ha il diritto di far parte della storia da quello che invece deve essere relegato al di fuori di essa, isolato e cristallizzato in un presente atemporale, il cosiddetto 'presente etnografico'.
L'Africa è oggetto di costanti nuove esplorazioni e spazio d'indagine. La friche di cui parla Jean-Loup Amselle non è solo un luogo di rigenerazione, ma anche di costruzione e scoperta. Se inizialmente gli esploratori erano antropologi e un ristretto circolo di appassionati, con il passare del tempo, l'Africa è interessante per nuovi esploratori. Rem Koolhaas avvia un progetto a Lagos, dove per otto anni un team di ricercatori e studenti della scuola di Design di Harvard esplorano il funzionamento del sistema informale. L'agenzia Multiplicity fotografa e studia le abitazioni dei marocchini residenti all'estero che tornano a casa per investire nel mattone, scegliendo in appositi cataloghi il modello e gli elementi architettonici (torri, pennacchi, frontoni e colonne) che caratterizzeranno le loro sontuose dimore.

## Eventi ed enti

### Il ruolo delle esposizioni
L'arte contemporanea viene presentata già all'interno delle esposizioni universali e delle esposizioni coloniali, come quella del 1938 a Glasgow sull'impero britannico, ma bisogna aspettare gli anni sessanta per veder affiorare una serie di iniziative dedicate a far conoscere la produzione degli artisti africani.

#### Elenco delle esposizioni organizzate tra il 1962 e il 1989
1962
- Art from the Commonwealth, Commonwealth Institute, London, 1962.

1964
- Esposizioni ad Amburgo e Berlino[4].
- Contemporary Art in Africa, Londra, 1964[5].

1966
- Tendances et Confrontations. Museo Dynamique, Dakar (01-24/04/1966), all'interno del Festival Mondial des Arts Nègres.

1967
- Contemporary African Art. Transcription Centre, London, 1967.

1969
- Contemporary African Art, Studio International, London & New York, 1969, pp. 40. Camden Arts Centre, London, 1969.
- Contemporary African Art. Otis Institute, Los Angeles, 1969.

1974
- African Art Today: Four Major Artists. African-American Institute, New York, 1974.
- Contemporary African Art, Museum of African Art, Washington D.C., 1974.
- Contemporart African Arts, Field Museum of Natural History, Chicago, 1974, pp. 124. A cura di Maude Wahlman, Field Museum of Natural History, Chicago (20/04-03/11/1974).
- Esposizione di arte contemporanea africana a Francoforte[4].

1977
- African Contemporary Art, The Gallery, Washington, 1977, pp. 31. A cura di Kojo Fasu, The Gallery of Art, Howard University, Washington D.C. (30/04-31/07/1977).

1978
- Christliches Africa: Kunst und Kunsthandwerk in Schwarzafrika, (a cura di) Josef Thiel, Haus Völker und Kulturen, St. Augustine, 1978, pp. 96.
- Arts et cultures d'Afrique noire, Maison de la culture André-Malreaux, Reims, 1978. L'esposizione sarà seguita da una serie di altre mostre nel 1983 a Lorient-Quimper[6]..

1979
- Moderne Kunst aus Afrika: Horizonte '79 Festival der Weltkulturen, Ausstellung der Berliner Festspiele mit Unterstützung der Staatliche Kunsthalle, Berlin, 1979, pp. 197 (titolo in copertina Kunst aus Africa). A cura di Sabine Hollburg & Gereon Sievernnich, Staatliche Kunsthalle, Berlin (24/06-12/08/1979); Art from Africa, Commonwealth Institute, London (1981)[7]..

1980
- Moderne Kunst in Afrika, Terra, Zutphen, 1980, pp. 94. A cura di Harrie M. Leyten e Paul Faber, Tropenmuseum, Amsterdam (1980)

1984
- L'art en Afrique est la vie: Paul Ahyi & El loko aus Togo, Galerie Altana, Hamburg, 1984 (03-18/11/1984).
- Sanaa: Contemporary Art from East Africa. A cura di Fatmah Abdellah, Mordecai Buluma, Elimo Njau, Commonwealth Institute, London (1984).

1985
- Tributaries: A View of Contemporary Southern African Art, BMW Communications Department, 1985. A cura di Richard Burdett, Africana Museum, Johannesburg; Germania.

1986
- From Two Worlds. Co-curata da Nicholas Serota, Whitechapel Art Gallery (1986).

1987
- L'art Naïf Africain, Musée d'Art Naïf Max Fourny, Paris, 1987, pp. 28. In collaborazione con Le Centre Culturel Français d'Abidjan, Musée d'Art Naïf Max Fourny, Paris (11/09-11/11/1987).
- Ethnicolor, Paris, 1987. A cura di Bruno Tilliette e Simon Njami. Ethnicolor, Autrements, Paris, 1987. Catalogo con contributi di Bruno Tilliette, Simon Njami, Jean-Loup Pivin, Pierre Gaudibert[8].

1988
- Biennalele Di Venezia (Aperto 88), Fathi Hassan
- Art pour l'Afrique: Exposition internationale d'art contemporain. Musée National des Arts Africains et Océaniens, Paris (08/06-25/07/1988).
- Kunst uit een andere wereld [Art from another world], Snoeck-Ducaju & Zoon, Rotterdam, 1988. A cura di Paul Faber, Museo di Etnologia, Rotterdam (04/11/1988-13/02/1989).
- Art contemporain arabe: collection du Musée du l'Institut du Monde Arabe, Institut du Monde Arabe, Paris, 1988, pp. 171. A cura di Brahim Alaoui, Institut du Monde Arabe, Paris (1988).

1989
- Bild/konst i södra Afrika [Art/Images in Southern Africa], (a cura di) Christina Bjork, Kerstin Danielson & Bengt Serenander, Riksutställninger, Kulturhuset, Stoccolma, 1989, pp. 100. A cura di Kerstin Danielsson, Kulturhuset e Agenzia Svedese di Sviluppo, Kulturhuset, Stoccolma (19/05-24/09/1989); itinerante in Svezia e nei paesi scandinavi fino a maggio 1990.
- Magiciens de la Terre, Editions du Centre Pompidou, Paris, 1989. A cura di Jean-Hubert Martin, in collaborazione con Jacques Soulillou, André Magnin, Aline Luque, Centre Pompidou, Paris (18/05–14/08/1989).
- Croisement de Signes, Institut du Monde Arabe, Paris, 1989, pp. 66. A cura di Mohamed Métalsi (24/04-15/08/1989).
- The Other Story: Afro-Asian Artists in Post-War Britain, Hayward Gallery, London, 1989. A cura di Rasheed Araeen, Hayward Gallery, South Bank Centre, London (1989).
- Contemporary Art from the Islamic World, (a cura di) Wijdan Ali in collaborazione con Suhail Bisharat, Scorpion Publishing on behalf of the Royal Society of Fine Arts, Amman, London, 1989, pp. 288. A cura di Wijdan Ali, Barbican Concourse Gallery, London.

#### Elenco delle esposizioni organizzate tra il 1990 e il 1999
1990
- Lotte or the Trasformation of the Art Object, Grazer Kunstverein e Accademia d'Arte, Vienna, 1990. A cura di Célementine Deliss.
- Art from the Frontline: Contemporary Art from South Africa, Angola, Botswana, Mozambique, Tanzanian, Zambia, Zimbabwe, Frontline States-Karia Press, London, 1990, pp. 128. A cura di Peter Sinclair e Emma Wallace, Glasgow Art Gallery and Museum (esposizione itinerante in Gran Bretagna).
- Contemporary African Artists: Changing Traditions, El Anatsui, Youssouf Bath, Ablade Glover, Tapfuma Gutsa, Rosemary Karuga, Souleymane Keita, Nicholas Mukomberanwa, Henry Munyaradzi, Bruce Onobrakpeya, The Studio Museum in Harlem, New York, 1990, pp. 148. A cura di Grace Stanislaus, The Studio Museum in Harlem, New York.
- Wegzeichen: Kunst aus Ostafrika 1974-89 [Signs: Art From East Africa 1974-1989], Museum für Völkerkunde, Frankfurt-an-Main, 1990, pp. 541. A cura di Johanna Agthe.

1991
- Africa Explores: 20th Century African Art, Center for African Art, New York & Prestel-Verlag, Munich, 1991, pp. 294. A cura di Susan Vogel in collaborazione con Ima Ebong, The Centre for African Arts, New York (1991); University Art Museum di Berkeley; Dallas Museum of Art; Saint Louis Art Museum; Mint Museum of Art di Charlotte; The Carnegie Museum of Art di Pittsburgh; The Corcoran Gallery of Art di Washington D.C.; The Center for Fine Arts di Miami; Lüdwig; Forum für Internationale Kunst di Aachen, Germania (1993); Fundació Antoni Tàpies di Barcellona (1993); Espace Lyonnais d'Art Contemporain di Lyon (1994); Tate Gallery, Liverpool (1994).
- Africa Hoy/Africa Now: Jean Pigozzi Collection. A cura di André Magnin, Centro Atlantico de Arte Moderno, Las Palmas de Gran Canaria (17/09-17/11/1991); Groningen Museum, Groningen, Paesi Bassi (07/12-09/02/1992), Centro Cultural de Arte Contemporaneo, Mexico City (20/02-07/06/1992); Out of Africa, Saatchi Gallery, London, 1993.
- Art and Ambiguity: Prospectives on the Brenthurst Collection of Southern African Art, Johannesburg Art Gallery, Johannesburg, 1991.
- Mit Pinsel und Meissel, Zeitgenössische afrikanische Kunst [Signs of the Time: New Art from Africa], Museum für Volkerkunde, Frankfurt am Main, 1991, pp. 79. A cura di Joanna Agthe e Christina Mundt, Museum für Völkerkunde, Frankfurt am Main (26/04/1991-19/04/1992).
- A Grain of Wheat. A cura di Leroi Coubagy, Commonwealth Institute, London (1991). In sostegno ai programmi dell'UNICEF.
- Il Sud del Mondo: L'altra arte contemporanea, Mazzotta, Milano, 1991. A cura di Pierre Gaudibert e Wijdan Ali (in collaborazione con Umberto Melotti), Galleria civica d'arte contemporanea "Francesco Pizzo", Marsala (14/02.14/04/1991).
- Contemporary Bushmen art of Southern Africa, Kuru Cultural Project, Botswana, 1991, pp. 14. A cura di Kuru Cultural Project of D'Kar, Botswana in collaborazione con Namibian Arts Association.
- Desplazamientos, Centro Atlantico de Arte Moderno, Las Palmas de Gran Canaria, Spain.
- Transmission, Rooseum, Malmö, Svezia.

1992
- The Jean Pigozzi Contemporary African Art Collection at the Saachi Collection, The Saatchi Gallery, London, 1992.
- Home and the World: Architectural Sculpture by Two Contemporary African Artists, The Museum for African Art, Collana Focus on African Art, New York, 1992, pp. 92.
- La naissance de la peinture contemporaine en Afrique centrale, 1930-70, Musée Royal de l'Afrique Centrele, Tervuren, 1992. Musée Royal de l'Afrique Centrele, Tervuren, Bruxelles (1992).
- Paris Connections: African and Caribbean Artists in Paris, (a cura di) Asake Bomani & Belvie Rooks, Q.E.D. Press, San Francisco, 1992, pp 56.

1993
- Fusion: West African Artists at the Venice Biennale, Museum for African Art, New York, 1993. A cura di Thomas McEvilly e Susan Vogel, all'interno della Biennale di Venezia, 1993.
- La grande vérité, les astres africains, Musée des Beaux-Arts de Nantes, Nantes, 1993. A cura di Henry-Claude Cousseau, André Magnin, Jonas Storsve (25/06-25/09/1993).
- Creative Impulses/Modern Expressions-Four African Artists: Skunder Boghossin, Rashid Diab, Mohammed Omer Khalil, Amir Nour, African Studies and Research Center, Institute for African Development, Council for the Creative and Performing Arts, Cornell University, Ithaca, 1993. A cura di Salah Hassan.

1994
- F.R.A.C. Réunion, Lieux De Mémoire, a cura di Antonio Picariello, artisti: Jack Beng-Thi, Michael Elma, Alain Padeau, Eric Pongérard, Edouard Rajaona, Alì M'roivili dit Napalo, Malla Chummun Raymyead.
- Otro Païs: Escalas Africanas (Another Century: African Stepovers), Centro Atlantico de Arte Moderno, Les Palmas de Gran Canaria, 1994. A cura di Simon Njami e Joëlle Busca (coordinamento generale di Orlando Britto Jinorio), Las Palmas de Gran Canaria (15/11/1994-15/01/1995); Palma de Mallorca Fundacion “La Caixa” (15/02-16/04/1995).
- Rencontres Africaines: Exposition d'Art Actuel, Institute du Monde Arabe, Paris, 1994. A cura di Brahim Alaoui e Jean-Hubert Martin, Paris, Institut du Monde Arabe (06/04-15/08/1994).
- Around Around. A cura di Peter Herrmann e Achim Kubinski, Galerie Peter Herrmann, Stuttgart (1994); Douala (1995); Berlino (1999); Stuttgart (1999). http://galerie-herrmann.com/arts/art2/around_and_around/index.htm

1995
- Black Looks, White Masks, Ministerio de Asuntos Exterioires, Tabapress, Madrid, 1995. A cura di Octavio Zaya e Tumelo Mosaka.
- Seven Stories About Modern Art in Africa, Flammarion, New York, 1995, pp. 319. A cura di Clémentine Deliss e Salah Hassan, David Koloane, Catherine Lampert, Chika Okeke, El Hadji Sy, Wanjiku Nyachae, Everlyn Nicodemus, Whitechapel Art Gallery, London (27/09-26/11/1995), all'interno di Africa 95; Malmö, Svezia (27/01-17/03/1996); Guggenheim Museum, New York (1996).
- Seen/Unseen. A cura di Olu Oguibe, Bluecoat Gallery, Liverpool (18/06-23/07/1994), all'interno di Africa95.
- Vital: Three Contemporary African Artists (Cyprien Tokoudegba, Touhami Ennadre e Farid Belkahia). Tate Gallery, Liverpool, 1995 (13/09-10/12/1995), all'interno di Africa95.
- Big City: Artists from Africa, Serpentine Gallery, London, 1995. A cura di Jean Pigozzi e Julia Peyton-Jones (20/09-05/12/1995), all'interno di Africa95.
- An inside story: African Art of Our Time	, (a cura di) Yukiya Kawaguchi, The Yomiuri Shimbun, Japan Association of Art Museums, Tokyo, 1995, pp. 1999. A cura di Yukiya Kawaguchi, Setagaya Art Museum, Tokyo (23/09-19/11/1995); Tokushima Modern Art Museum (20/01-17/03/1996); Himeji City Museumm of Art (06/04-06/05/1996); Koriyama City Museum of Art (18/05-23/06/1996); Genichiro Museum of Contemporary Art, Marugame Inokuma (07/07-01/09/1996); The Museum of Fine Arts, Gifu (13/09-27/10/1996).
- Sign Traces Calligraphy: Five contemporay artists from North Africa. A cura di Rose Issa, London-Barbican Centre&Amsterdam-Treoenmuseum Kit, 1995.
- Persons and Pictures: the Modernist Eye in Africa, Newtown Galleries, Newtown, Johannesburg, 1995, pp. 64. Newtown Galleries, Newtown, Johannesburg (27/09-10/11/1995).
- New Visions: Recent Works by Six African Artists, (a cura di) Salah Hassan & Okwui Enwezor, Zora Neale Hurston National Museum of Fine Arts, Eatonville, 1995, pp. 29. A cura di Salah Hassan & Okwui Enwezor.

1996
- Archetyp'Art Italia-Africa, Premio Termoli 1996, a cura di Antonio Picariello (presentazione di Omar Calabrese), Electa Na, 1996. Artisti: Mimmo Paladino, Massimo Pulini, Gilberto Zorio, Santolo De Luca, Roberto Nottoli, Roberto Lucca Taroni, Ngwenya Valente Malangatana, Mickael Elma, Alain Padeau, Thierry Fontaine, Alim'Roivili dit Napalo, Sandile Zulu.
- Colours: Kunst aus Südafrika, Haus der Kulturen der Welt, Berlin, 1996.
- In/Sight: African Photographers: 1940 to the Present, Solomon Guggenheim, 1996. A cura di Okwui Enwezor, Octavio Zaya, Clare Bell e Danielle Tilkin, Guggenheim Museum (24/05-29/09/1996).
- Neue Kunst aus Afrika, Edition Braus, Heidelberg, 1996, pp. 208. A cura di Alfons Hug, Haus der Kulturen der Welt, Berlin, 1996.
- Die Andere Reise: Afrika und die Diaspora [The Other Journey: Africa and Diaspora], Holzhausen, Vienne, 1996.
- Gendered Visions: The Art of Contemporary Africana Women Artists, (a cura di) Salah Hassan, Africa World Press, 1997. A cura di Salah Hassan (1996).
- Africana, Sala 1, Roma & Adriano Parise Editore, Verona, 1996. A cura Francesca Capriccioli, Sala 1, Roma (01-02/1996). Artisti partecipanti: El Anatsui, Theo Eshetu, Fathi Hassan, Ali Kichou, Bertina Lopes, Kivuthi Mbuno, Kwesi O. Owusu-Ankomah, Hadjira Preure, Twins Seven Seven, Panga Wa Panga, George Zogo. Testi in catalogo: Mary Angela Schroth, Gianni Baiocchi, Olu Oguibe.

1997
- Veilleurs de Monde: Gbedji Kpontolè – Une aventure béninoise, Editions CQFD, Paris, 1998, pp. 160. Esposizione e progetto di residenza per artisti, Centro Culturale Francese del Benin (12/08-09/09/1997).
- Die Anderen Modernen: Zeitgenössische Kunst aus Afrika, Asien und Lateinamerika, Editions Braus & Hauses der Kulturen des Welt, Berlin, 1997. A cura di Alfons Hug, Hauses der Kulturen des Welt, Berlin (08/05-27/07/1997).
- Cross-ing: Time, Space, Mouvement. A cura di Olu Oguibe, Okwui Enwezor, University of South Florida, Miami (04/09-18/10/1997); Track 16 Gallery, Santa Monica (28/02-24/04/1998); Indianapolis (07/08/1999).
- Modernities & Memories. A cura di Brahim Alaoui, Pia Alisjahbana, Suhail Bisharat, Clifford Chanin, Salima Hashmi, Salah Hassan, Hasan-Uddin Khan, Beral Madra, Toeti Heraty Noerhadi, A.D. Pirous, Zenobio Institute, in contemporanea con la XLVII Biennale di Venezia, 1997.
- Suites Africaines. A cura di Revue Noire, Couvent des Cordeliers, Paris (05/03-16/04/1997).
- Lumière noire: Art contemporain, Château de Tanlay-Yonne, Yonne, Francia, 1997. A cura di Michel Nuridsany, Centre d'Art de Tanlay, Yonne (07/06-05/10/1997).
- Image and Form: Prints, Drawings and Sculpture from Southern Africa and Nigeria, (a cura di) John Picton, School of Oriental and African Studies, University of London, London, 1997, pp. 80. A cura di Robert Loder, Lisa Muncke, John Picton.
- Transforming the Crown: African, Asian and Caribbean artistis in Britain, 1966-1996, (a cura di) Franklin Sirmans & Mora J. Beauchamp-Byrd, the Caribbean Cultural Center/African Diaspora, New York, 1997, pp. 160.
- Inklusion: Exklusion. Kunst im Zeitalter von Postkolonialismus und globale Migration, Köln, Germania 1997.

1998
- Africa Africa: Vibrant New Art from a Dynamic Continent. A cura di Rajae Benchemsi, Rob Burnet, Yacouba Konaté, Toshio Shimizu, Jean-Hubert Martin, Tobu Museum of Art, Tokyo (11/09-24/11/1998).
- Body & Soul. A cura di Anke van der Laan, Stadsgalerij Heerlen, Paesi Bassi (04/04-14/06/1998).
- Transatlantico. A cura di Octavio Zaya, Centro Atlantico de Arte Moderno, Les Palmas de Gran Canaria (15/04-14/06/1998).
- Transforming the Crown: African, Asian & Caribbean Artists in Britain 1966-1996. A cura di M. Franklin Sirmans e Mora J. Beauchamp-Byrd, New York 1998.
- Snap me one! Studiofotografen in Afrika, Münchner Stadtmuseum, 1998, pp. 143. A cura di Tobias Wendl & Heike Behrend, Münchner Stadtmuseum (1998); Städtisches Museum Abteiberg, Mönchengladbach; Iwalewa-Haus, Bayreuth, Germania; National Museum for African Art, Smithsonian Institution, Washington D.C., US (1999).

1999
- Africa by Africa: A Photographic View. A cura della Barbican Art Gallery in collaborazione con Revue Noire e Autograph, Barbican Centre, London (29/01-28/03/1999).
- Trafique. A cura di Piet Vanrobaeys, S.M.A.K. extra muros, Gent (04/04-16/05/1999).
- Contemporary African Art from the Jean Pigozzi Collection, Sotheby's, London, 1999. Asta presso Sotheby's (24/06/1999).
- South meets West, Berna, 2000. A cura di Bernhard Fibicher, Yacouba Konaté e Yuonre Vera, Accra (10/11-05/12/1999); Berna (06/04-25/06/2000).
- Transatlantic Dialogue: Contemporary Art In and Out of Africa. A cura di Michael D. Harris, Ackland Art Museum (12/12/1999-26/03/2000); Washington D.C., Smithsonian Institution (21/05-03/09/2000); Chicago, DuSable Museum of African American History (07/10-31/12/2000).
- Tagewerke: Bilder zur Arbeit in Afrika [All in a day's work: images of work in Africa], Museum für Völkerkunde, Frankfurt am Main, 1999, pp. 80. A cura di Joanna Agathe, Museum für Völkerkunde, Galerie 37, Frankfurt am Main.
- Amabhuku: Illustrations d'Afrique/Illustrations from Africa, La Joie par les Livres AJPL, Clamart, Francia, 1999. A cura di Marie Laurentin, Viviana Quiñones & Cécile Lebon, Fiera Internazionale del Libro per l'Infanzia, Bologna (08-11/04/1999).

#### Elenco delle esposizioni organizzate a partire dall'anno 2000
2000
- TransAfricana: Artisti contemporanei, Edizione Lai Momo, Bologna, 2000. A cura di Mary Angela Schroth, Bologna (15/01-24/02/2000).
- Il ritorno dei Maghi: Il Sacro nell'arte africana contemporanea, Edizioni Skira, Milano, 2000. A cura di Sarenco ed Enrico Mascelloni (Orvieto 08/04-30/06/2000).
- Partage d'Exotisme: Biennale d'Art Contemporain de Lyon, Lione, 2000. A cura di Jean-Hubert Martin.
- Insertion: Self and Other. A cura di Salah Hassan. Apexart, New York (18/04-20/05/2000).
- Continental Shift: A Voyage Between Cultures. An Exhibition of Contemporary Art, Modo Verlag Freiburg, 2000. Contemporaneamente in quattro spazi espositivi: Ludwig Forum for International Art, Aachen; the Bonnefantenmuseum, Maastricht (esposizione dedicata all'Africa a cura di Marjorie A. Jongbloed); the National Gallery, Heerlen; the Museum of Modern and Contemporary Art, Liége (21/05-21/09/2000). http://www.continentalshift.org
- La Cour Africaine: Mobiliers et objets contemporains. A cura di Ibrahim Loutou, L'Afrique en créations, Salle des Malades, Lille (23/10-30/11/2000).
- Dreierkonferenz: Aboudramane, Owusu-Ankomah, Lawson Oyekan. A cura di Peter Herrmann, Galerie Peter Herrmann, Stuttgart (04/11-24/12/2000).
- Mostra Africana de Arte Contemporânea. A cura di Solange Oliveira Farkas, Fundação Cultural Palmares e Associação Cultural Videobrasil, Sao Paulo, Brasile (16/08-17/09/2000).
- El Tiempo de Africa. A cura di Simon Njami, Centro Atlantico de Arte Moderno (12/12/2000-04/02/2001); Madrid, 19/04-31/05/2001.
- EXITCONGOMUSEUM, Royal Museum for Central Africa, Tervuren, 2000, pp. 63. A cura di Toma Muteba Luntumbue, Royal Museum for Central Africa, Tervuren, Belgio.
- Blick-Wechsel: Afrikanische Videokunst, Ifa Gallery, Bonn, pp. 48. A cura di Marcel Odenbach, Ifa Galleries Bonn, Stuttgart, Berlin (2000–01).

2001
- Authentic/Ex-Centric, Forum For African Arts, Ithaca (NY), 2001. A cura di Salah Hassan e Olu Oguibe, esposizione collateriale alla 49ª Biennale di Venezia (09/06-30/09/2001).
- Africas: The Artist and the City – A Journey and an Exhibition, Centre de Cultura Contemporània de Barcelona, Barcelona, 2001, pp. 224. A cura di Pep Subiros (29/05-11/09/2001).
- African Styles: Kleidung und Textilien aus Afrika, Iwalewa-Haus, Bayreuth, Germania. A cura di Kerstin Bauer (21/10/2001-31/03/2002).
- Unpacking Europe: Towards a Critical Reading, (a cura di) Salah Hassan e Iftikhar Dadi, Museum Boijmans Van Beuningen e NAI Publishers, Rotterdam, 2001. A cura di Salah Hassan e Iftikhar Dadi in collaborazione con Chris Dercon e Patricia Pulles, Museum Boijmans Van Beuningen, Rotterdam (13/12/2001-24/02/2002).
- Art populaire. A cura di Hervé Chandès in collaborazione con Hélène Kelmachter e André Magnin, Fondation Cartier pour l'art, Paris, (21/06-04/11/2001).
- The Short Century: Independence and Liberation Movements in Africa 1945-1994, (a cura di) Owkui Enwezor, Prestel, Munich-New York, 2001, pp. 496. A cura di Okwui Enwezor, Villa Stuck, Munich (15/02-22/04/2001); Haus der Kulturen der Welt, Berlin (18/05-22/07/2001); Museum of Contemporary Art, Chicago (08/09-30/12/2001); P.S.1 Contemporary Art Center & The Museum of Modern Art, New York (10/02-05/05/2002).

2002
- Afrikanische Reklamekunst, Iwalewa-Haus, Bayreuth, Germania. A cura di Otto Frick (24/10/2002-16/02/2003).
- Die Welt ist ein Maskentanz: Afrikanische Künstler in der Sammlung Greiffenberger, Iwalewa-Haus, Bayreuth, Germania. A cura di Sigrid Horsch-Albert (09/05-31/08/2002).
- africa apart _ Afrikanische Künstlerinnen und Künstlern konfrontieren Aids. A cura di Arbeitsgruppe Unterbrochen Karrieren, Thomas Michalak, Torsten, Neuendorff, Beate M. Sauer-Dolezal, Sabine Schlenker, Ingo Taubhorn, Neue Gesellschaft für bildende Kunst, Berlin, Germania (14/12/2002-09/02/2003).
- Flash Afrique: Photography from West Africa, Steidl, 2002. A cura di Thomas Miessgang, Gerald Matt, Barbara Schröder, Kunsthalle Wien, Vienna, 2002.

2003
- A Fiction of Authenticity: Contemporary Africa Abroad, Contemporary Art Museum, St. Louis - USA, 2003. A cura di Shannon Fitzgerald, Carnegie Mellon University, Pittsburgh USA (20/09/03-03/01/04).
- Looking Both Ways: Art of the Contemporary African Diaspora, Museum for African Art, New York. A cura di Laurie Ann Farrell, Museum for African Art, New York (14/11/2003-01/03/2004); Peabody Essex Museum, Salem, MA (27/03-18/07/2004); Cranbrook Art Museum, Bloomfield Hills, MI (12/09-28/11/2004); Museu Calouste Gulbenkian, Lisboa (01-03/2005); Museum of African Diaspora, San Francisco (03/2006).
- Transferts. A cura di Toma Muteba Luntumbue, Palais des Beaux-Arts, Bruxelles (21/06-14/09/2003), all'interno di Africalia 03.
- Fault Lines: Contemporary African Art Shifting Landscapes, inIVA, London, 2003. A cura di Gilane Tawadros e Sarah Campbell, all'interno della 50ª Biennale di Venezia (15/06-02/11/2003).
- Iwalewa Reload, Iwalewa-Haus, Bayreuth, Germania (15/10/2003-22/02/2004).
- Roots & Routes: Afrikaner in Oberfranken, Iwalewa-Haus, Bayreuth, Germania (14/11/2003-22/02/2004).
- Correspondances Afriques, Iwalewa-Haus, Bayreuth, Germania. A cura di Artur Elmer (24/04/2003-24/08/2003).
- DisORIENTation: Contemporary Arab Artists from the Middle East. Haus der Kulturen der Welt, Berlin (20/03/2003).
- Black President: The Art and Legacy of Fela Anikulapo-Kuti. A cura di Trevor Schoonmaker, New Museum of Contemporary Art, Chelsea, New York (11/07-28/09/2003). https://web.archive.org/web/20060616012731/http://www.newmuseum.org/now_cur_fela.php
- Ethiopian Passages: Dialogues in the Diaspora. National Museum of African Art, Smithsonian Institution. 2003. http://africa.si.edu/exhibits/passages. Website, Exhibition Catalogue.
- Almighty God and The Apostles of Accra a cura di Enrico Mascelloni e Virginia Ryan, Rocca Di Umbertide, luglio-settembre 2003, catalogo Parise (Verona)
- Fuoriluogo 8 / Afritalia. A cura di Mary Angela Schroth, Chiesa San Bartolomeo e Galleria Limiti inchiusi, Campobasso (29/8-20/9/2003)
- NEXT FLAG.Reexistencia cultural generalizada: Exposition d'art contemporain africain - Collection Hans Bogatzke (il titolo della pubblicazione è Next Flag: The African Sniper Reader, (a cura di) Fernando Alvim, Heike Munder & Ulf Wuggenig, Migros Museum für Gegenwartskunst, Zürich, 2005). A cura di Fernando Alvim e Simon Njami, Site de l'Université du Travail Paul Pastur, Charleroi, Belgio (14/03-18/05/2003).

2004
- Africa Remix. A cura di Simon Njami in collaborazione con Els van der Plas, David Elliott, Jean-Hubert Martin, Marie-Laure Bernadac, Roger Malbert, Museum Kunst Palast, Düsseldorf (24/07-07/11/2004); Hayward Gallery, London (10/02-17/04/2005); Centre Georges Pompidou, Paris (25/05-15/08/2005); Mori Art Museum, Tokyo (02-05/2006).
- Africa Screams: The Evil in Cinema, Art and popular Culture. A cura di Thomas Miegang e Tobias Wendl, Kunsthalle Wien, Austria (04/11/04-30/01/05); Iwalewa-Haus, Bayreuth, Germania (29/04-12/09/2004); Kunstverein Aalen (03/04-12/07/2005); Museum der Weltkulturen in Frankfurt (08/07/2005-15/01/2006).
- Black Box: Les Afriques. A cura di Laurent Jacob, Espace 251 Nord asbl, 2004; Tri Postal, Lille, Francia (31/03-08/08/2004) durante Lille 2004.
- Les Afriques: 36 artistes contemporains, Editions Autrement, Paris, 2004. A cura di Olivier Sultan, Musée des Arts derniers/Jean-Marc Patras Galerie/Espace CPP, Paris. In occasione della Foire internationale des Arts derniers.
- L'Afrique à venir. A cura di Peter Herrmann, Galerie Peter Herrmann, Stuttgart (24/04-20/06/2004).
- Africani in Africa. Palazzo Pazzi-Ammanti, Firenze (29/12/2004-06/03/2005).
- Escape and Memory, A cura di Enrico Mascelloni e Virginia Ryan, Camera dei deputati, Roma, giugno 2004.
- New Identities. Zeitgenössische Kunst aus Südafrika. Kunstmuseum Bochum, Germany (31/07/-07/11/2004).
- Insights: Selections from the contemporary collection. A cura di Kinsey Katchka & Allyson Purpurra, National Museum of African Art, Smithsonian Institution, Washington DC (febbraio-novembre 2004). http://africa.si.edu/exhibits/insights
- Der Black Atlantic. Haus der Kulturen der Welt, Berlin, Germania (17/09/-15/11/2004).
- L'arte africana dall'Algeria al Sudafrica. A cura di “Oltre l'Africa”-Centro Studi e Documentazione Africana in collaborazione con la SUI-Sviluppi Umani Immaginati, Toscana (15/09/2004-)

2005
- Zeitgenössische Kunst aus Afrika und Europa im Dialog. A cura di Dany Keller, Iwalewa-Haus, Bayreuth, Germania (28/04-04/09/2005).
- Plakate in Afrika. Iwalewa-Haus, Bayreuth, Germania (20/10/2005-26/02/2006).
- Gleichzeitig in Afrika... [Meanwhile in Africa...]. A cura di Christian Hanussek, Akademie der Bildenden Künste, Nürnberg (03-17/06/2005); Universität der Künste, Berlin (18-28/01/2006).
- Mostra Pan-Africana de Arte Contemporânea. Museu de Arte Moderna da Bahia, Brasile (18/03-17/04/2005).
- Africa Urbis: Perspectives urbaines, (a cura di) Olivier Sultan, Musée des arts derniers, Paris, 2005. A cura di Olivier Sultan, Musée des arts derniers, Paris.
- TEXTures: word and symbol in contemporary African art. A cura di Elizabeth Harney, Smithsonian Museum of African art, Washington D.C. (02-09/2005).
- African American vernacular photography. A cura di Brian Wallis, International Center of Photography, New York (09/12/2005-26/02/2006).
- Arts of Africa: Jean Pigozzi's Contemporary Collection, Skira, Milano, 2005. A cura di André Magnin, Grimaldi Forum, Monaco.
- Mostra Pan-Africana de Arte Contemporanea, Associação Cultural Videobrasil, 2006. A cura di FundaCAo Cultural Palmares, Museu de Arte Moderna Da Bahia, Mam E Sala Walter Da Silveira, Salvador-Ba (18/03-17/04/2005).

2006
- Olvida quién soy/Erase me from who I am, Centro Atlántico de Arte Moderno, Las Palmas de Gran Canaria, Spagna, 2006. A cura di Elvira Dyangani Ose in collaborazione con Tracy Murinik, Gabi Ngcobo e Khwezi Gule, CAAM, Isole Canarie (23/02-30/04/2006).
- Africa Nera: Protagonisti dell'arte africana. A cura di Enrico Mascelloni, Franco Riccardo & Sarenco, Castel dell'Ovo, Napoli (18/05-13/06/2006).
- Snap Judgments: New Positions in Contemporary African Photography, International Center of Photography, New York, 2006. A cura di Okwui Enwezor, International Center of Photography, New York (10/03-28/05/2006), Miami Art Central, Miami, Florida (30/06-27/08/2006).
- 100% Africa. A cura di André Magnin, The Guggenheim Museum Bilbao, Spagna (Ottobre 2006-Febbraio 2007).
- Des Hommes sans Histoire: Histoire et spoliation des biens culturels à travers les œuvres d'artistes contemporains. A cura di Olivier Sultan, Musée des Arts Derniers, Paris (29/06-31/07/2006).
- Distant Relatives/Relative Distance. A cura di Michael Stevenson, Cape Town, Sudafrica (08/06-12/08/2006).
- There & Back: Africa, La Casa Encendida, Obra Social Caja Madrid, 2006. A cura di Danielle Tilkin.

2007
- Africa Today - The dark side of the art, a cura di Luca Faccenda e Marco Parri, La Vetrina di Roma, Roma, Italia, 2007.
- Check List Luanda Pop. A cura di Fernando Alvim e Simon Njami. 52nd Venice Biennale, Venice, Italy (06/-07/2007).
- Why Africa? La Collezione Pigozzi, Fondazione Pinacoteca del Lingotto Giovanni e Marella Agnelli, Mondadori Electa, Milano, 2007. A cura di André Magnin, Pinacoteca del Lingotto, Torino, 06/10/2007-03/02/2008.

2008
2009
- Tanzania VS Congo, George Lilanga, Maurus Mikael Malikita, M. Charinda, M.Sagula, (Tanzania) Cheri Cherin, Cheick Ledy, Jean Paul Mika (Congo), Kyo art gallery, Viterbo, .2/9/2009-26/9/2009. A cura di Massimiliano Del Ninno.

2010
- L'Africa nei loro occhi, Cheri Cherin, Pierre Bodo, Amani Bodo, Jean Paul Mika Nsimba (Repubblica Democratica del Congo); George Lilanga (Tanzania); Almighty God (Ghana); Bruce Onobrakpeya, Prince Twins Seven Seven, (Nigeria); Kivuthi Mbuno (Kenya); Ester Mahlangu, Churchill Songezile Madikida (Sudafrica) a cura di Antonella Pisilli, Ex Convento dei Carmelitani Scalzi per la settima edizione di Vitarte, Viterbo, (12- 15 marzo 2010)
- Colui che non dimentica, Frédéric Bruly Bouabré, Kyo Art Gallery, Viterbo,  9/10/2010 - 15/11/2010. A cura di Antonella Pisilli.

2011
- Africa, Assume Art Position! Primo Marella Gallery, Milano, 2010. Un progetto di Primo Giovanni Marella, a cura di Yacouba Konaté con Mounir Fatmi, Cameron Platter, Soly Cissé, Barthélémy Toguo, Abdoulaye Konaté, Joel Andrianomearisoa, Perter Eastman, Nandipha Mntambo, Moridja Kitenge Banza, Stuart Bird, Athi Patra Ruga, Vitshios Mwilambwe Bondo, Primo Marella Gallery, Milano (12/11/2010-30/01/2011).
- Il Divin saggio, Almighty God, Kyo Art Gallery, Viterbo, 29/4/2011 - 7/5/2011. A cura di Antonella Pisilli
- Transafricana, Esther Mahlangu (South Africa), George Lilanga (Tanzania), Seni Camara (Senegal), Mikidadi Bush (Tanzania), Kivuthi Mbuno (Kenya), Peter Wanjau (Kenya), Fondazione 107, Torino, 17 giugno - 16 ottobre 2011. A cura di Achille Bonito Oliva.

2012
- Bestiario, Soly Cissé, Kyo Art Gallery, Viterbo, 14 aprile  - 14 maggio 2012. A cura di Antonella Pisilli

2013
- Lena, Gavin Rain, Kyo Art Gallery, Viterbo, 28 giugno - 7 luglio 2013. A cura di Antonella Pisilli

2014
- Happiness, Lovemore Kambudzi, Kyo Art Gallery, Viterbo, 28 giugno - 1º luglio 2014. A cura di Antonella Pisilli
- Nouchi City, Aboudia, Galerie Cécile Fakhoury, Abidjan 09/26/14 - 11/15/14

### Conferenze e network sull'arte contemporanea africana
Elenco delle conferenze e dei network focalizzati sull'arte contemporanea africana
- Congresso degli scrittori e artisti neri. Prima edizione a Parigi nel 1956, seconda edizione a Roma nel 1959.
- Congresso internazionale di cultura africana (ICAC) a Salisbury in Rodesia, 1962.
- Colloquium: Function and Significance of African Negro Art in the Life of the People and for the People, Presence africaine, Paris, 1968. Conferenza a cura della Society of African Culture (S.A.C.) in collaborazione con l'UNESCO, 30/03-08/04/1966.
- Créer en Afrique: 2e colloque européen sur les arts d'Afrique noire, Musée national des arts d'Afrique and d'Océanie, Paris, 23-24/10/1993.
- Global Visions Towards a New Internationalism in the Visual Arts, (a cura di) Jean Fisher, Kala Press, London, 1994, pp. 176.
- Repenser la coopération culturelle en Afrique: Rencontre Africalia d'Ostende (27-29/05/2003), Rencontre Africalia de Liège (26-27/06/2003), Rencontre Africalia de Bruxelles (19-20/09/2003), (a cura di) Joëlle Busca, Africalia, 2004.
- Over Here: International Perspectives on Art and Culture, (a cura di) Gerardo Mosquera e Jean Fisher (con il progetto artistico di Francis Alÿs), New Museum of Contemporary Art-New York & The MIT Press-Cambridge Massachusetts & London, 2004.
- East African Arts Summit: prima edizione 2004 Nairobi, seconda 2005 Zanzibar. Promosso dalla Fondazione Ford.
- ICAA - International Conference on African Arts, Faculty of Delta State University, Nigeria.

### Archivi e banche dati
- AAVAA - The African and Asian Visual Artists' Archive, ora rinominato Diversity Art Forum, Londra, Regno Unito, dal 1989. https://web.archive.org/web/20100830210508/http://www.uel.ac.uk/aavaa/
- Africa Book Centre - Books from and about Africa, Londra, Regno Unito. https://web.archive.org/web/20101115010147/http://www.africabookcentre.com/
- Africaserver, Amsterdam, Paesi Bassi. http://www.africaserver.nl
- Africinfo, Dakar, Senegal. http://www.africinfo.org
- African Colours. https://web.archive.org/web/20101228233226/http://africancolours.net/
- African Loxo. http://www.africanloxo.com
- Africa South Art Initiative - ASAI, Cape Town, Sudafrica. http://www.asai.co.za
- Archive of African Artists, Washington, DC, USA. Warren M. Robbins Library, National Museum of African Art, Smithsonian Institution. http://www.sil.si.edu/DigitalCollections/Art%2DDesign/artandartistfiles/
- Artafrica Project. https://web.archive.org/web/20070208055834/http://www.artafrica.gulbenkian.pt/
- Creative Africa Network: Connecting cultural worlds. Un'iniziativa della società PUMA., su creativeafricanetwork.com (archiviato dall'url originale il 23 febbraio 2011)..
- Contemporary African Music and Arts Archive https://web.archive.org/web/20061201005045/http://www.cama.org.za/
- Foundation of Contemporary Art-Ghana, su fcaghana.org (archiviato dall'url originale il 23 giugno 2010).
- Modern African Art: A Basic Reading List, Washington DC, USA. A cura di Janet L. Stanley, Warren M. Robbins Library, National Museum of African Art, Smithsonian Institution Libraries. Begun in 1995, this annotated reading list is continually updated. https://web.archive.org/web/20070220151501/http://www.sil.si.edu/SILPublications/ModernAfricanArt/newmaa.cfm
- OCPA Observatory of Cultural Policies in Africa, Maputo, Mozambico., su ocpanet.org (archiviato dall'url originale il 18 novembre 2006).
- Power of Culture, Amsterdam, Paesi Bassi.
- Universes in Universe, Berlin, Germania. http://www.universes-in-universe.de
- Virtual Museum of Contemporary African Art, Amsterdam, Paesi Bassi. Fondata da Fons Geerlings e Maarten Rens, dal 2001. http://www.vmcaa.nl

### Riviste
Le riviste specializzate hanno avuto e hanno tutt'oggi un ruolo centrale nella promozione dell'arte contemporanea africana. Le riviste svolgono una funzione specifica nel sostenere scrittura e pensiero sulla produzione contemporanea e rappresentano un network di intellettuali, ricercatori, artisti e critici. Molte riviste sono inoltre promotrici di pubblicazioni, esposizioni e conferenze, attraverso le loro case editrici o istituzioni.

#### Elenco delle riviste che documentano l'arte contemporanea africana
Belgio
- Art nègre. Namur, Belgium. Numero speciale Vivante afrique, n. 246, 1-53, settembre-ottobre 1966.
- Arts d'Afrique Noire, poi divenuta Arts Premiers. Arnouville, France.
- Coartnews.

Camerun
- DiARTgonale: Bimestriel panafricain d'opinions, de formation et de réflexion sur l'art contemporain africain. Fondata e diretta da Achillekà Komguem, Yaoundé, Camerun, dal 2007.

Egitto
- Cairo Art Index. Fondata da Brian Wood e Iman Issa, dal 2001. http://www.cairoindex.org[collegamento interrotto]
- Medina Magazine.

Francia
- Africultures. http://www.africultures.com
- Journal de la Société des Africanistes, Parigi, Francia.
- Présence africaine: Revue Culturelle du Monde Noir. Fondata da Alioune Diop, Parigi, dal 1947.
- Revue Noire. fondata da Jean Loup Pivin, Simon Njami, Pascal Martin Saint Léon, Parigi, da primavera 1991 a giugno-novembre 1999. http://www.revuenoire.com
- Objets et Mondes. Musée de l'Homme, Parigi, Francia.
- Arts d'Afrique Noire, ribattezzata 00Arts Premiers, Arnouville, Francia.

Germania
- Contemporary Art from the Islamic World. http://www.universes-in-universe.de
- Kunstforum International. Diretta da Dieter Bechtloff. In particolare Weltkunst-Globalkultur (n.118, 1992), Afrika – Iwalewa (n. 122, 1993), Out of Africa (n. 174, 2005).
- Online Magazine: Contemporary And. http://www.contemporaryand.com

Gran Bretagna
- Third Text: Third World Perspectives on Contemporary Art & Culture. Fondata e diretta da Rasheed Araeen, Kala Press, Londra, dal 1987. In particolare Africa Special Issue, n. 23, Summer 1993.

Italia
- Africa e Mediterraneo. Cultura e società. Diretta da Sandra Federici, Cooperativa Lai-Momo, Sasso Marconi (Bologna), dal 1992. In particolare Dossier: Arte africana contemporanea, a cura di Giovanni Parodi di Passano, numero 2-3/99, dicembre 1999.
- Afriche e Orienti. Diretta da Mario Zamponi, AIEP Editore, Bologna, dal 1999. http://www.comune.bologna.it/iperbole/africheorienti/

Nigeria
- Black Orpheus: Journal of African and Afro-American Literature.
- Glendora (rivista).
- New Culture: A Review of Contemporary African Arts. New Culture Studies, Ibadan, Nigeria, dal 1978.
- Position: Journal on Contemporary African Arts. Diretta da Dapo Adeniyi, dal 2001. https://web.archive.org/web/20091002230431/http://www.positionmagazin.com/
- Transition Magazine: A Journal of the Arts, Culture & Society. https://web.archive.org/web/20110208040534/http://transitionmagazine.com/

Polonia
- Africana bulletin. Varsavia, Polonia.

Senegal
- Afrik'Art. Dakar, dal 2005 e associato alla Biennale di Dakar. http://www.dakart.org
- Convergences: Revue trimestrielle d'art et de culture. Diretta da Souleymane Bachir Diagne, Dakar, Senegal, da agosto 1996.
- Présence Africaine: Revue Culturelle du Monde Noir. Fondata da Alioune Diop, Paris, dal 1947.

Stati Uniti
- African Arts. Center of African Studies, UCLA, Los Angeles, USA, dal 1967.
- Black Art (rivista). Claremont, USA, dal 1976.
- Critical Interventions: Journal of African art histroy and visual culture. Fondato da Sylvester Okwunodu Ogbechie.
- NKA: Journal of Contemporary African Arts. Fondata da Okwui Enwezor, Olu Oguibe e Salah Hassan, Cornell University, USA, dal 1994.
- Transition Magazine: A Journal of the Arts, Culture & Society. https://web.archive.org/web/20110208040534/http://transitionmagazine.com/

Sudafrica
- ADA: Architecture Design Art. Johannesburg, dal 1989 al 1996. Fondata da Jennifer Sorrell.
- Afro Magazine. Cape Town. Prodotto da Daddy Buy Me a Pony. https://web.archive.org/web/20061113221835/http://www.9november.co.za/
- Art South Africa.
- Artthrob. Rivista online fondata da Sue Williamson. http://www.artthrob.co.za
- Chimurenga: Who no know go know. Fondata e diretta da Ntone Edjabe, Kalakuta Trust, Cape Town, Sudafrica, dal 2002. http://www.chimurenga.co.za
- Drum magazine
- Staffrider.

Spagna
- Atlantica Revista de Arte y Pensamiento. Pubblicazione del Centro Atlántico de Arte Moderno (CAAM), Las Palmas de Gran Canaria, dal 1990. Rivista trimestrale in spagnolo ed inglese.

Zimbabwe
- Gallery. Delta Gallery Publications, Harare, Zimbabwe, dal 1994.

Itinerante
- Metronome. Fondata da Clémentine Deliss, itinerante, dal 1996. Dal 2005 la rivista è prodotta da Metronome Press, diretta da Thomas Boutoux e Clémentine Deliss, Paris. https://web.archive.org/web/20051224194621/http://www.metronomepress.com/

### Istituzioni e collezioni che presentano e promuovono l'arte contemporanea africana
Presentazione delle principali collezioni pubbliche e private di arte contemporanea africana.
Africa
Angola
- Collezione Sindika Dokolo e di Hans Bogatzke
- Triennale di Luanda

Benin
- Boulev' Art: Artiste dans la rue, Cotonou e Abomey

FESNAC: Festival National des Arts et de la Culture, Cotonou.
Camerun

→ Arte camerunese
- doual'art, spazio espositivo e associazione d'arte, Douala.
- Festival: SUD-Salon Urbain de Douala, Douala (dal 2007); Duta: Biennale de la Photographie et des Arts Visuels, Douala.

Repubblica Democratica del Congo
- Salon africain de la bande dessinée et de la lecture pour la jeunesse, Kinshasa.
- Karika'fête : Fête de la caricature et de l'humour dessiné de Kinshasa.

Ciad
- Festival: Fest'Africa di N'Djamena

Costa d'Avorio
- Festival: Biennale d'Abidjan; BINA: Biennale Internationale des Naïfs, Abidjan; FAR: Festival des Arts de la rue de Grand Bassam; COCO BULLES: Festival International du Dessin de presse et de la Bande dessinée de Grand-Bassam.

Guinea Equatoriale
- Festival: Biennale Bantu (dal 1995 a Malabo; ottava edizione nel 2007).

Kenya
- Festival: Biennale di Malindi.

Madagascar
- Festival: Mois de la photo di Antsiranan.

Mali
- Festival: Rencontres de la Photographie Africaine

Senegal

→ Arte senegalese
- Museo Dynamique
- Festival: Festival Mondial des Arts Nègres, Biennale di Dakar

Sudafrica

→ Arte contemporanea sudafricana
- Festival: Biennale di Johannesburg, TransCape o CAPE Not another Biennale

Togo
- Journées Photographiques de Lomé, Ewolé, Rencontres et Résidences Internationales d'Arts Visuels, Lomé

Europa
Austria
- Collezione di Gert Chesi

Francia
- Museo di Angoulême (che ha esposto ogni anno un artista contemporaneo africano collezionandone l'opera)
- Museo di Grenoble
- Museo di Marsiglia
- Museo di Lione
- Musée des Arts d'Afrique et d'Océanie (oggi Musée du quai Branly)
- Centro Pompidou.
- Collezioni di Canal Plus, dell'Association français d'action artistique (AFAA) del Ministero degli esteri francese e dell'UNESCO.
- Collezioni di B. et B. Bellon, François Belorgey, Pierre-Jean Buisson, Stéphane Carrer, J.-C. Chérot, Pierre R. Comte, Georges Courrèges, Philippe et Danis Decraene, Maurice Dedieu, Daniel Derrien, Pierre Descargues, Geneviève Dourmon, Yves Dupré, Jean-Pierre Ednard, Raymond Farbos, Christian Gérard, Ph. et F. Greig, Jean-Yves Gros, Pierre Haffner, François et Gilbert Lardeau, Jean-Marie Lerat, Georges Lory, André Magnin, J.-J. Mandel, Brigitte Plateau, Fernand Rambaud, Michel Renaudeau, Georges Rodrigues, Roland Seve, Jacques Soulillou, Olivier Sultan, Claude Tardits, Jean-Pierre Thomas, François Vie, Jacques Yankel[6].

Germania
- Iwalewa Haus, Università di Bayreuth.
- Collezioni di Gunter Peus, Ulli Beier, Jehns Jahn, Wolfgang Bender e Friedrich Axt

Italia
- Collezioni di Massimiliano del ninno Gianni Baiocchi e Olivier Doria,

Paesi Bassi
- Collezione di Rolf Italiaander

Svizzera
- Collezione Jean Pigozzi, Ginevra.

America settentrionale
- Smithsonian Instiution
- National museum of African art di Washington DC
- Studio Museum di Harlem.

### Pubblicazioni generali
Le pubblicazioni che seguono sono pubblicazioni generali sull'arte contemporanea africana. Per pubblicazioni specifiche su produzioni nazionali e artisti si prega di fare riferimento agli articoli specifici.
1937
- Margaret Trowell. African Arts and Crafts: Their Development in the School, Longman, London, 1937.

1938
- Robert Goldwater. Primitivism in Modern Painting, Random House, New York, 1938 (edizione rivista: 1966 e Harvard Belknap Press, Cambridge, MA, 1986).

1957
- Rolf Italiaander. Neue Kunst in Afrika: eine Einführung, Bibliograf. Institut, Mannheim, 1957.

1966
- Evelyn S. Brown. Africa's contemporary art and artists: a review of creative activities in painting, sculpture, ceramics and crafts of over 300 artists working in the modern industrialized societies of some of the countries of sub Saharan Africa, Division of Social Research and Experimentation, Harmon Foundation, New York, 1966, pp. 136.

1968
- Ulli Beier. Contemporary Art in Africa, Pall Mall Press, London, 1968, pp. 174.

1971
- Frank Willet. African Art, Thames and Hudson, London, 1971.

1973
- Marshall Ward Mount. African Art: The Years since 1920, Indiana University Press, Bloomington, 1973, pp. 236 (edizione rivista: Da Capo Press, New York, 1989).

1975
- Judith D. Miller. Art in East Africa: A Guide to Contemporary Art, F. Muller, London-Africa Book Service (EA), Ltd.-Nairobi, 1975, pp. 125.
- Kiure Francis Msangi. The Place of Fine Art in the East African Universities, 18th Annual Meeting of the African Studies Association, San Francisco, 1975.

1976
- Ethnic and Tourists Arts: Cultural Expressions from the Fourth World, (a cura di) Nelson H. H. Graburn, University of California Press, Berkeley, 1976, pp. 412.

1977
- Patrimoine Culturel et Création Contemporaine: en Afrique et dans le Monde Arabe, (a cura di) Mohamed Aziza, Les Nouvelles Editions Africaines, Dakar, 1977, pp. 250.

1978
- Modern Konst I Afrika [Modern Art in Africa], (a cura di) Sune Nordgren, Kalejdoskop, Lund (Svezia), 1978, pp. 137.

1980
- Eugene Burt. An Annotated Bibliography of the Visual Arts of East Africa, Indiana University Press, Bloomington, 1980.
- Ulli Beier. Neue Kunst in Afrika: das Buch zur Austellung, Reimer, Berlin, 1980.

1982
- Paulin Hountondji. African Philosophy: Myth or Reality, New York, 1982.

1984
- Jan Vansina, Art History in Africa: An Introduction to Method, Longman, London & New York, 1984, pp. 234.
- Bennetta Jules-Rosette. The Messages of Tourist Art: An African Semiotic System in Comparative Perspective, Plenum Press, New York, 1984, pp. 266.

1986
- Kojo Fosu. 20th century art of Africa, Gaskiya Corporation, Zaria, 1986, pp. 241 (edizione rivista: Artists Alliance, Accra, 1993, pp. 245).

1987
- Airport art: das exotische Souvenir, Institut für Auslandsbeziehungen, Stuttgart, 1987, pp. 118.

1988
- Kunstreise nach Afrika: Tradition und Moderne (a cura di) Ronald Ruprecht, Iwalewa-Haus, Universität, Bayreuth, 1988, pp. 128.

1989
- Sally Price. Primitive Art in Civilized Places, The University of Chicago, 1989. I primitivi traditi: L'arte dei "selvaggi" e la presunzione occidentale, Einaudi, Torino, 1992, pp. 208.
- African Art in Southern Africa: From Tradition to Township, (a cura di) A. Nettleton e D. Hammond-Tooke, A.D. Donker, Johannesburg, 1989.

1990
- Johanna Agthe. Wegzeichen: Kunst aus Ostafrika [Signs: Art from East Africa], 1974-98, Museum für Völkerkunde, Frankfurt-an-Main, 1990.

1991
- Osa D. Egonwa. African Art: A Contemporary Source Book, Osasu Publishers, Benin City, 1991.
- Jutta Stroeter-Bender. Zeitgenoessische Kunst des "Dritten Welt", DuMont Buchverlag GmbH & Co, Koeln, 1991. L'art contemporain dans les pays du "Tiers-monde", L'Harmattan, Paris, 1995, pp. 224.
- Pierre Gaudibert, L'art africain contemporain, Editions Cercle d'Art, Paris, 1991, pp. 174.
- Betty LaDuke. Africa through the Eyes of Women Artists, Africa World Press, Trenton, NJ, 1991, pp. 148.
- The Myth of Primitivism: Perspectives on Art, (a cura di) Susan Hiller, Routledge, London & New York, 1991.

1992
- Nicole Guez. Art africain contemporain: Guide, Editions Dialogue Entre Cultures, Paris, 1992, pp. 294 (edizione rivista: Association Afrique en Création, 1996, pp. 421).
- Jean Kennedy. New Currents, Ancient Rivers: Contemporary African Artists in a Generation of Change, Smithsonian Institute Press, London-Washington DC, 1992.
- Thomas McEvilley. Art and Otherness: Crisis in Cultural Identity, Documenttext, McPherson and Co., New York, 1992. L'identité culturelle en crise: Art et différence à l'époque postmoderne et postcoloniale, Editions Jacqueline Chambon, Nimes, France, 1992.
- Erina Duganne. The Presentation of twentieth-century African Art in the West, B.A. thesis, Reed College, 1992.

1993
- Paul Gilroy. The Black Atlantic: Modernity and Double Consciousness, Verso, London, 1993.
- Robert Atkins. Artspoke, Abbeville Press, New York, 1993.
- Art, Anthropology and the Modes of Re-Presentation: Museums and Contemporary non-Western Art, (a cura di) Harrie Leyten e B. Damen, KIT Press-Koninklijk Instituut voor de Tropen, Amsterdam, 1993, pp. 80.
- Banque centrale des etats de l'Afrique de l'ouest. BCEAO: Collection d'art contemporain, (a cura di) Ousmane Sow Huchard, BCEAO, Dakar, 1993, pp. 193.
- Cultural diversity in the arts: art, art policies and the facelift of Europe, (a cura di) Ria Lavrijsen, Royal Tropical Institute, Amsterdam, 1993, pp. 119.

1994
- Christopher B. Steiner. Africa in Transit, Cambridge University Press, Cambridge (UK), 1994, pp. 220.
- Edward Lucie-Smith. Race, Sex and Gender in Contemporary Art: The Rise of Minority Culture, Art Books International-London & Harry N. Abrams-New York, 1994.
- A Study Exploring Opportunities to Strengthen U.S.-Based Collaborations with Performing Artists of Africa, Asia and latin America. Prepared with the Support of the Ford Foundation, Published by the New England Foundation for the Arts, 03/06/1994. Project director Ceclila Fitzgibbon; Project consultants Elizabeth Peterson and Robert Wisdom (Archivio Ford Foundation).

1995
- Catalogue de la collection d'oeuvres d'artistes contemporains d'Afrique et d'Océanie acquises ou conservées par l'ADEIAO, introduzione a cura di Lucette Albaret e Paul Balta, ADEIAO, Paris, 1995, pp. 164.
- Colin Rhodes. Primitivism and Modernism, Thames and Hudson, London, 1995.

1996
- André Magnin e Jacques Soulillou. Contemporary Art of Africa, Thames and Hudson, New York-London, 1996.
- Ulrike Bässler-Pietsch. Das Bild unserer Welt; Afrika: von Kairo bis Kapstadt, aktualisierte Ausg., 1996.

1997
- Betty LaDuke. Africa: Women's Art, Women's Lives, Africa World Press, Trenton, NJ, 1997, pp. 187.
- E. Okechukwu Odita. Diversity in Contemporary African Art: Causes And Effects, The Ohio State University, Columbus Ohio, 1997. http://www.accad.osu.edu/~eodita/aeafart/archive/archive.htm[collegamento interrotto]
- Wijdan Ali. Modern Islamic Art: Development and Continuity, University Press of Florida, Gainesville, 1997, pp. 225.
- Richard J. Powell. Black art and culture in the 20th century, Thames and Hudson Ltd, London, 1997.
- Karl-Ferdinand Schaedler. Afrikanische Kunst: von der Frühzeit bis heute, Heyne, München, 1997.
- Christopher D. Roy. Kilengi. Afrikanische Kunst aus der Sammlung Bareiss, Kestner-Ges., Hannover, 1997.
- Gert. Chesi. Afrika - Asien. Kunst und Ritualobjekte - die Sammlungen im Haus der Völker, Haymon-Verlag, Innsbruck, 1997.
- Art Criticism and Africa, (a cura di) Katy Deepwell, Saffron Books, African Art and Society Series, London, 1997.

1998
- Images of Enchantment: Visual and performing Arts of the Middle East, (a cura di) Sherifa Zuhur, The American University in Cairo Press, Cairo, 1998.
- Issues in Contemporary African Art, (a cura di) Nkiru Nzegwu, International Society for the Study of Africa, ISSA Binghamton University, Binghamton, NY, 1998.

1999
- Sidney Littlefield Kasfir. Contemporary African Art, Thames & Hudson Ltd, London, 1999, pp. 224.
- Nicolas Bissek. Les peintres de l'estuaire, Editions Karthala, Paris, 1999, pp. 159.
- Enrico Mascelloni e Sarenco. Dialogo notturno sull'arte contemporanea alla luce del piccolo carro, Adriano Parise Editore, Verona, 1999.
- Dialogue of the Present: 18 Contemporary Arab Women Artists, (a cura di) Siumee H. Keelan, Fran Lloyd, London, 1999, pp. 260.
- Reading the Contemporary. African Art from Theory to the Marketplace, (a cura di) Olu Oguibe e Okwui Enwenzor, Institute of International Visual Arts (inIVA) e MIT Press, London, 1999.
- autopsia & desarquivios, (a cura di) Fernando Alvim e Catherine Goffeau Alvim, Espace Sussuta Boé, Bruxelles, 1999.

2000
- Joëlle Busca. L'art contemporain africain: du colonialisme au postcolonialisme, L'Harmattan, Paris, 2000, pp. 237.
- Gen Doy. Black visual culture: modernity and postmodernity, I. B. Tauris, London, 2000, pp. 258.
- Joëlle Busca. Perspectives sur l'art contemporain africain, L'Harmattan, Paris, 2000. 'L'arte contemporanea africana, L'Harmattan Italia, 2002, pp. 134.

2001
- Colors of Enchantment: Theater, Dance, and the Visual Arts of Middle East, (a cura di) Sherifa Zuhur, The American University in Cairo Press, Cairo-New York, 2001.
- Anthologie de l'art africain du XX siècle, (a cura di) N'Goné Fall e Jean Loup Pivin, Éditions Revue Noire, Paris, 2001. Raccolta di saggi e schede di artisti.
- Kinsey Katchka. Putting Art in Place: Exhibiting community & cultural policy in 20th century Senegal. Doctoral Dissertation. Department of Anthropology, Indiana University, 2001.

2002
- Teresa Macrì. Postculture, Maltemi, Roma, 2002, pp. 270.
- Iba Ndiaye Diadji. L'impossible Art Africain, Editions Dekkando, Dakar, 2002, pp. 118.
- Thomas Fillitz. Zeitgenössische Kunst aus Afrika: 14 Künstler aus Côte d´Ivoire und Bénin, Böhlau Verlag, Wien, 2002.
- Cecilia Lascialfari.  "Arte Africana Contemporanea" (archiviato dall'url originale il 4 giugno 2011)., tesi di laurea, Accademia di Belle Arti di Firenze, Italia, 2002.

2003
- Afriche, Diaspore, Ibridi - Il concettualismo come strategia dell'arte africana contemporanea, (a cura di) Eriberto Eulisse, AIEP Edizioni, Bologna, 2003.
- African cultural dynamics: Africalia Encounters in Bamako (01-03/11/2002), (a cura di Joëlle Busca), Africalia, 2003.
- Ivan Bargna. Arte africana, Jaca Book, Milano, 2003, pp. 168.
- Olu Oguibe. The Culture Game, University of Minnesota Press, Minneapolis/London, 2003, pp. 364.
- Bärbel Küster. Matisse und Picasso als Kulturreisende: Primitivismus und Anthropologie um 1900, Akademie Verlag, Berlin, 2003.
- Michela Manservisi. African Style: Stilisti, mode e design nel continente nero, Cooper & Castelvecchi, Roma, 2003.
- Romuald Tchibozo,  L'art et l'arbitraire: Une étude de la réception de l'Art africain contemporain en occident, le cas allemand de 1950 à nos jours., Tesi di laurea, Faculté de Philosophie III, Humboldt Université, Berlin, 17/12/2003.

2005
- Jean-Loup Amselle. L'art de la friche: Essai sur l'art africain contemporain, Editions Flammarion, Paris, 2005. In italiano L'arte africana contemporanea, Bollati Boringhieri, Torino, 2007.
- Christophe Domino e André Magnin. L'art africain contemporain, Editions Scala, 2005, pp. 128.
- Hortense Volle. La promotion de l'art africain contemporain et les N.T.I.C, L'Harmattan, Paris, 2005.
- Next Flag: The African Sniper Reader, (a cura di) Fernando Alvim, Heike Munder & Ulf Wuggenig, Migros Museum für Gegenwartskunst, Zürich, 2005.
- Valentina Moschini. L'Africa in Mostra. La presentazione dell'arte contemporanea africana nell'immaginario occidentale, Tesi di laurea, Università Ca' Foscari di Venezia, Facoltà di Lettere e Filosofia, Corso di Laurea Specialistica in Storia delle Arti e Conservazione dei Beni Artistici, Venezia, 2005.

2006
- Sophie Perryer (ed.). Distant Relatives / Relative Distance, Michael Stevenson, Cape Town, 2006, pp. 60.
- Giulia Paoletti. A critical analysis of the arts of the African diaspora: The case of Italy MA dissertation Art History, School of Oriental and African studies (SOAS) University of London, 2006.

2008
- Sidney Littlefield Kasfir e Gus Gordon. Contemporary African Art, Paw Prints, 2008.

2009
- Okwui Enwezor e Chika Okeke-Agulu. Contemporary African art since 1980, Damiani Editore, Bologna, 2009.
- André Magnin, Africa? Una nuova storia, Gangemi, Roma, 2009.
- André Magnin e Luca Beatrice, Africa arte contemporanea, Prearo, Milano, 2009.

### Cronologia degli articoli che teorizzano e documentano l'arte contemporanea africana
1970
- E. Okechukwu Odita. Review of Contemporary Art in Africa by Uli Beier in Africa Report, New York, January 1970.

1980
- E. Okechukwu Odita. Contemporary African Art: Theory of Bintu, Kuntu, Skokian and Awo in "The Arts", College of the Arts, The Ohio State University, Columbus, Ohio, November 1980, n. 3 (2).

1983
- E. Okechukwu Odita. Theory and Practice in Contemporary African Art: Modernist or Skokian Aspect in "Journal of Multicultural and Cross Cultural Research in Art Education", Columbia, Missouri, n. 1(1), Fall 1983, pp. 43–56 (See page 53 for illus. & bibliog.).

1995
- Lydia Haustein. Der Kunst- und Bildbegriff im Spannungsfeld von Kunstgeschichte und Ethnologie. In: Kämpf, Heike / Schott, Rüdiger (Hrsg.): Der Mensch als homo pictor? Die Kunst traditioneller Kulturen aus der Sicht von Philosophie und Ethnologie, Bouvier Verlag, Bonn, 1995.

1998
- Bernardo Bernardi. L'arte africana, in Bernardo Bernardi, Africa. Tradizione e modernità, Carocci, Roma, 1998.

1999
- Sandra Federici e Andrea Marchesini Reggiani. Uno sguardo sull'arte africana contemporanea, in Andrea Marchesini Reggiani (a cura di), Tingatinga, Edizioni Lai-momo, Bologna, 1999.
- Massimo Repetti. Aspetti dell'arte africana: modernità e tradizione, in Andrea Marchesini Reggiani (a cura di), Tingatinga, Edizioni Lai-momo, Bologna, 1999.

2005
- E. Okechukwu Odita. Understanding Contemporary African Art, Foellinger-Freimann Botanical Conservatory, Fort Wayne Indiana, 2005, pp. 1–27.